# 亞當·里奇
亞當·邁克爾·里奇（英語：Adam Michael Reach，1993年2月3日—）是英格蘭的一位足球運動員。在場上司職左後衛和左邊鋒。現效力於英冠球隊西布朗。

## 生平
2011年5月7日，亞當·里奇在他首次代表米德尔斯堡出戰時就打入了自己在米堡的首個進球。他也代表英格蘭各級青年隊參加比賽，並代表英格蘭參加了2013年U20世界杯。
2014年11月3日，亞當·里奇同意與米德尔斯堡簽署四年半新約。

## 外部連結
- 足球数据库：亞當·里奇的球员统计数据
- Profile on Middlesbrough F.C. website